# Свободная коммуна Сассари
Свободная коммуна Сассари (итал. Libero comune di Sassari, сард. Lìberu comunu de Tàtari) — государственное образование на территории Сассари на острове Сардиния, существовавшее в XIII и XIV веках. Сначала она была объединена с Пизанской республикой в качестве полуавтономного субъекта, а впоследствии с Генуэзской республикой как её номинально независимый союзник. Сассари был первым и единственным независимым городом-государством Сардинии в эпоху Раннего Возрождения.

## История

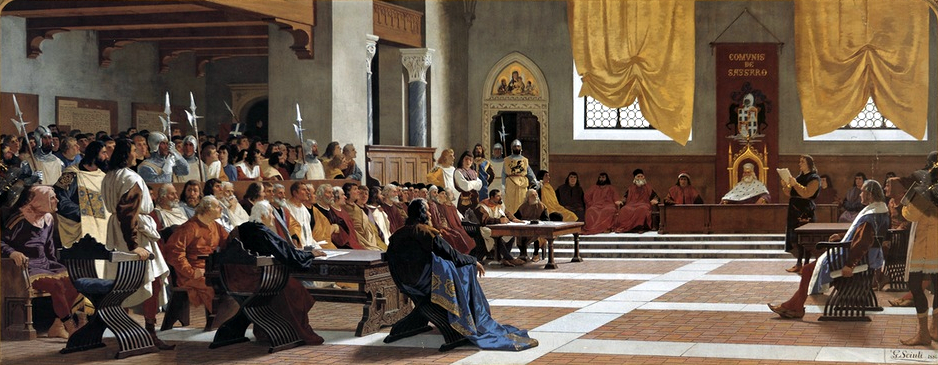
Провозглашение Свободной коммуны Сассари, Джузеппе Скути, 1880, Палаццо делла Провинция в Сассари

Согласно итальянскому историку Франческо Чезаре Казуле, республика была основана в 1272 году после смерти сардинского правителя Энцо, который был женат на Аделазии ди Торрес, последней правительнице или судье юдиката Торрес. Столицей и самым густонаселенным городом этого юдиката в то время был Сассари. Со смертью Аделазии в 1259 году, не оставившей наследника, территория юдиката была разделена между генуэзскими семьями Дориа и Маласпина и правящей династией Арбореи. Сассари, однако, сохранился как отдельное государство, номинально находившееся под властью Энцо. С его смертью в Болонье Микеле Дзанке узурпировал власть в Сассари и правил им. Иногда он называется неофициальным судьёй Торреса. Сам Дзанке позже был убит по приказу своего зятя Бранки Дориа в 1275 году во время пира в Нурре.
В первое время своей автономии Сассари управлялся лояльным Пизе подестой, которого коммуна просила управлять её «справедливо, объективно и беспристрастно». Однако, после катастрофической для пизанцев битвы при Мелории в 1284 году и последующего мира в Фучеккьо, заключённого в 1293 году, Сассари официально отделился от Пизанской республики как номинально независимый город-государство, хотя на практике он находился под политическим влиянием Генуи, которая назначила новую подесту, поддерживаемого лигурийскими чиновниками.
Примерно в то же время в Сассари был издан свой свод законов, известный как «Статуты Сассари» (итал. Statuti Sassaresi), которые действовали и дополнялись даже во время более позднего завоевания города юдикатом Арборея, произошедшего спустя долгое время после исчезновения своей республики в Сассари.
После того, как к городу во главе флота из 300 кораблей своего отца подошёл тогдашний арагонский инфант Альфонсо, Сассари было предложено отказаться от своей независимости и стать вассалом новообразованного королевства Сардиния и Корсика, в то время находившегося под властью Арагона. Это требование, озвученное послом Гуантино Катони, было принято, и Сассари официально перешёл под власть Арагона 4 июля 1323 года.

## Статуты Сассари

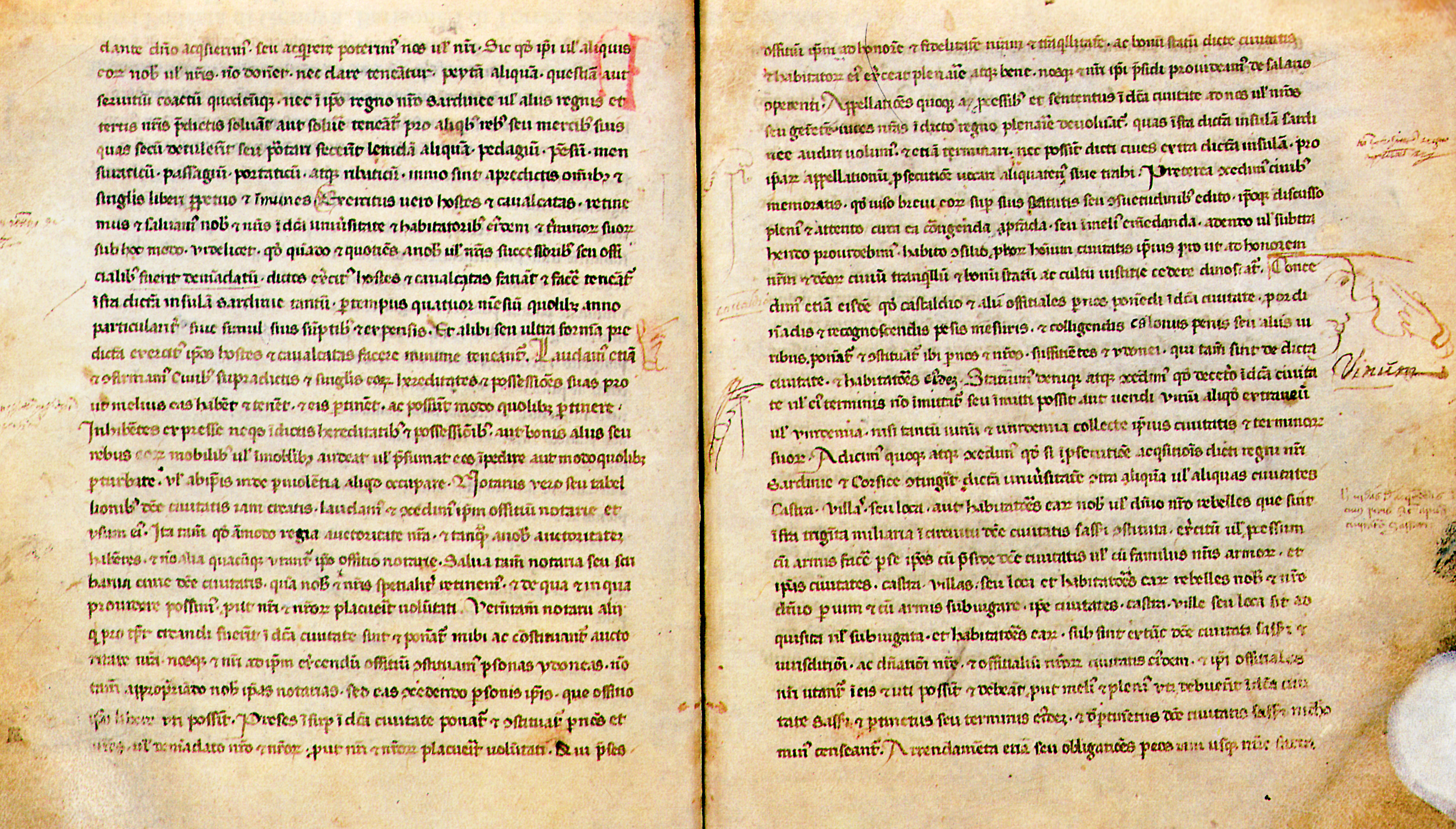
Текст «Статутов Сассари» на латинском языке

«Статуты Сассари» являлись официальными актами, регулирующими организационные и институциональные принципы существования как города Сассари, так и всей более обширной территории коммуны. Самая старая сохранившаяся копия этого документа датируется 1316 годом времён генуэзского подесты Каваллино дельи Онести или дельи Хонестиса и написана на латыни, хотя сохранился и другой вариант на логудорском диалекте сардинского языка. «Статуты Сассари» подразделяются на три книги по 160, 38 и 50 глав соответственно. В первой книге затрагиваются бытовые и экономические вопросы, такие как торговля, пошлины и городская стража, а во второй — гражданское право и управление частной собственностью. Третья книга посвящена уголовному праву и связанными с ним наказаниями за преступные деяния и отличается необычной мягкостью по сравнению с аналогичными сводами законов того времени.